# Station Vis-à-Marles
Station Vis-à-Marles is een spoorwegstation in de Franse gemeente Marles-les-Mines.